# Bogue Chitto
Bogue Chitto – jednostka osadnicza w Stanach Zjednoczonych, w stanie Missisipi, w hrabstwie Kemper.